# 拓殖大学学友会
拓殖大学学友会（たくしょくだいがくがくゆうかい）は拓殖大学、同大学院、拓殖短期大学（募集停止）、拓殖大学北海道短期大学の卒業（修了）者及びその改称以前の卒業者を正会員として構成される同窓会組織。

## 沿革
- 1909年（明治42年） 同窓会設立。東洋協会の門田正経幹事長が初代会長就任、同窓会会報創刊号発行
- 1918年（大正7年） 同窓会を学友会に改称
- 1955年（昭和30年） 常任幹事制導入
- 1965年（昭和40年） 「茗荷谷たより（会報）」創刊号発行
- 1968年（昭和43年） 「拓魂碑」除幕式を挙行
- 1998年（平成10年） ブラジル、サンパウロにて第1回パン・アメリカン支部長会議挙行
- 2000年（平成12年） 第2回学友会世界支部長会議挙行
- 2003年（平成15年） アメリカ、ロサンゼルスにて第3回パン・アメリカン支部長会議挙行
- 2005年（平成17年） カナダ、トロントにて第4回世界支部会議挙行
- 2007年（平成19年） アルゼンチン、ブエノスアイレスにて第5回世界支部会議挙行
- 2008年（平成20年）11月 中正紀念堂（台北）にてアジア・ヨーロッパ学友大会挙行
- 2009年（平成21年）10月 東京にて設立100周年記念式典を挙行

## 支部組織
- 国内に87支部
  - 北海道連合会、東北連合会、関東連合会、東京都連合会、神静連合会、北陸連合会、東海連合会、近畿連合会、中国連合会、四国連合会、九州連合会が束ねる
- 海外30支部
  - 大韓民国支部、中華民国台湾連合会、香港・マカオ支部、上海支部、フィリピン支部、マレーシア支部、インドネシア支部、タイ王国支部、ベトナム支部、アメリカ・ロサンゼルス支部、アメリカ・ニューヨーク支部、カナダ・トロント支部、オーストラリア支部、ヨーロッパ支部、パナマ支部、コロンビア支部、ボリビア支部、チリ支部、アルゼンチン支部、ヴェネズエラ支部、ペルー支部、エクアドル支部、ブラジル連合会
  - 中華民国台湾連合会、ブラジル連合会の傘下に計9支部が位置する。

※系列校の拓殖大学第一高等学校の同窓会組織（校友会）は拓殖大学学友会とは別の組織である。また、拓殖大学などの学生団体（クラブ等）のOB組織も拓殖大学学友会と別に活発な組織活動をしている。

## 歴代学友会長一覧
| 代     | 氏名         | 在任時期        | 本職、略歴等                 |
| ------ | ------------ | --------------- | ---------------------------- |
| 初代   | 門田正経     | 1909年 - 1924年 | 東洋協会幹事長               |
| 第2代  | 永田秀次郎   | 1925年 - 1943年 | 拓殖大学学長（歴代総長）     |
| 第3代  | 渡辺周松     | 1944年 - 1947年 | -                            |
| 第4代  | 保田宗次郎   | 1947年 - 1949年 | -                            |
| 第5代  | 杉本久太郎   | 1949年 - 1952年 | -                            |
| 第6代  | 本多兵一     | 1952年 - 1955年 | 学校法人拓殖大学理事長       |
| 第7代  | 入江湊       | 1955年 - 1964年 | 学校法人拓殖大学理事         |
| 第8代  | 植田美與志   | 1964年 - 1966年 | 学校法人拓殖大学理事長       |
| 第9代  | 日野月孝治   | 1966年 - 1971年 | -                            |
| 第10代 | 宮崎専一     | 1971年 - 1973年 | -                            |
| 第11代 | 熊埜御堂健児 | 1973年 - 1975年 | 弁護士                       |
| 第12代 | 染谷誠       | 1976年 - 1985年 | 衆議院議員                   |
| 第13代 | 有吉省悟     | 1986年 - 1987年 | -                            |
| 第14代 | 宮前正夫     | 1987年 - 1988年 | -                            |
| 第15代 | 荒牧久志     | 1991年 - 1995年 | -                            |
| 第16代 | 汐澤隆       | 1995年 - 1997年 | -                            |
| 第17代 | 沼尻直       | 1997年 - 2003年 | 日本レスリング協会名誉副会長 |
| 第18代 | 入江敏夫     | 2003年 - 2007年 | 学校法人拓殖大学体育担当理事 |
| 第19代 | 松村豊       | 2007年 - 2011年 | 日本相撲連盟名誉顧問         |
| 第20代 | 赤澤徹       | 2011年 -        |                              |